# Beveren (Roulers)
Pour les articles homonymes, voir Beveren.
Beveren [ˈbeːvərə(n)] est une section de la ville belge de Roulers, en province de Flandre-Occidentale. C'était une commune à part entière avant la fusion des communes de 1965.

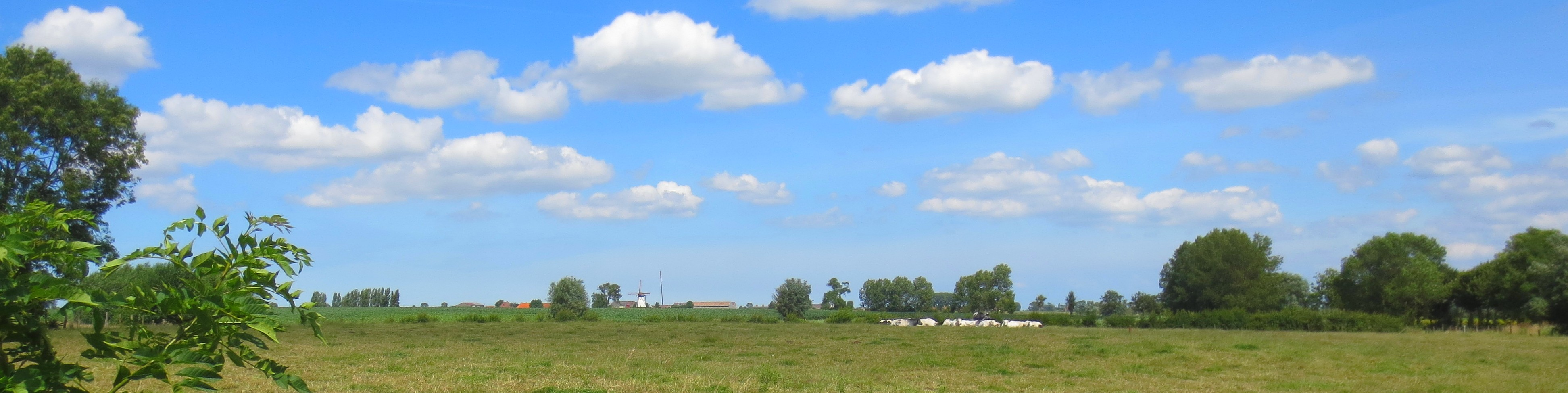
Beveren

## Démographie

### Évolution démographique
- Sources : INS, Rem. : 1831 jusqu'en 1961 = recensements[3].